# Посадское сельское поселение
Поса́дское се́льское поселе́ние — муниципальное образование в Кишертском районе.
Административный центр — Посад.

## Население
По официальным данным Росстата:
| 2000  | 2004  | 2008  | 2009  | 2010  | 2011  | 2012  |
| ----- | ----- | ----- | ----- | ----- | ----- | ----- |
| 1838  | ↘1786 | ↘1702 | ↗1739 | ↘1538 | ↘1534 | ↗1553 |
| 2013  | 2014  | 2015  | 2016  | 2017  | 2018  | 2019  |
| ↗1573 | ↘1556 | ↘1534 | ↘1532 | ↘1503 | ↘1454 | ↘1431 |
| 2020  |       |       |       |       |       |       |
| ↘1406 |       |       |       |       |       |       |

| Численность населения | Численность населения | Численность населения | Численность населения | Численность населения |
| 2000                  | 2004                  | 2008                  | 2012                  | 2014                  |
| --------------------- | --------------------- | --------------------- | --------------------- | --------------------- |
| 1838                  | ↘1786                 | ↗1800                 | ↗1814                 | ↘1790                 |

Численность населения на 1 января 2015 года по данным похозяйственного учёта составляет 1787 человек.
- Трудоспособное население — 1026 человек
  - Работающих — 714 человек
- Пенсионеры — 416 человек
- Дети — 345 человек
  - До года — 18 человек.

Демографическую картину формируют показатели рождаемости и смертности, миграции населения. За 2014 год рождаемость на территории сельского поселения устойчивая, резких скачков снижения и увеличения рождаемости нет, смертность незначительно, но уменьшается. В 2014 году число родившихся детей составило 18 человек.
Число умерших 23 человека. Что меньше по сравнению с 2013 годом на 3 человека.(http://admposad.ru/otchet/ Архивная копия от 3 февраля 2015 на Wayback Machine)

## Состав сельского поселения
В состав сельского поселения входят 11 населённых пунктов
| №  | Населённый пункт | Тип населённого пункта       | Население |
| -- | ---------------- | ---------------------------- | --------- |
| 1  | Грибушино        | деревня                      | ↗20       |
| 2  | Ефтята           | деревня                      | →1        |
| 3  | Куделькино       | деревня                      | ↗3        |
| 4  | Пеньки           | деревня                      | ↗2        |
| 5  | Подпавлиново     | деревня                      | ↗9        |
| 6  | Посад            | село, административный центр | ↘1138     |
| 7  | Рогозино         | деревня                      | ↗18       |
| 8  | Стрелка          | деревня                      | →1        |
| 9  | Сухой Лог        | деревня                      | ↗182      |
| 10 | Фомичи           | деревня                      | ↘93       |
| 11 | Фофанята         | деревня                      | ↗26       |